# Holy Blindfold
"Holy Blindfold" é uma música lançada pelo cantor norte-americano Chris Brown, no dia 13 de junho de 2025. Trata-se do primeiro single de Brown, após o lançamento de seu álbum 11:11 em 2023.
A faixa deve fazer parte do 12º álbum de Brown, ainda não anunciado oficialmente.
A faixa foi produzida por The Monsters & Strangerz, Jon Bellion e Tenroc.

## Antecedentes
Chris Brown indicou que poderia lançar uma nova música pela primeira vez em maio de 2025, após ser liberado de uma prisão no Reino Unido onde se preparava para a turnê BreezyBowl XX.  Em 5 de junho de 2025, ele confirmou oficialmente a data de lançamento nas redes sociais com uma imagem dele emergindo de um portal giratório e caminhando em câmera lenta até um microfone. 

## Videoclipe
Brown lançou o videoclipe oficial de "Holy Blindfold" em 30 de julho de 2025, dirigido por seu fotógrafo de turnê, Travis Colbert. O vídeo foi lançado junto com o inicio da turnê norte-americana Breezy Bowl XX, que começou em Miami em 30 de julho de 2025.
O videoclipe apresenta uma narrativa na qual Brown é guiado com os olhos vendados por vários cenários por uma mulher angelical. Os dois se comunicam por meio de movimentos de dança expressivos e fluidos, demonstrando uma confiança e conexão.

## Paradas
| Chart (2024-2025)                      | Posição |
| -------------------------------------- | ------- |
| Nova Zelândia (RMNZ)                   | 37      |
| Estados Unidos (Billboard Hot 100)     | 89      |
| Estados Unidos (Rhythmic)              | 5       |
| Estados Unidos (Pop Airplay)           | 32      |
| Estados Unidos (Hot R&B/Hip-Hop Songs) | 21      |
| Reino Unido (UK Singes OCC)            | 55      |
| República Checa (Radio Top 100)        | 46      |